# نسارديرة سفلي (مقاطعة غيلانغرب)
نسارديرة سفلي (بالفارسية: نساردیره سفلی) هي قرية تقع في قسم ديره الريفي في إيران. يقدر عدد سكانها بـ 21 نسمة بحسب إحصاء 2016.